# 北條貞時
北條貞時（日语：／ Hōjō Sadatoki；1272年1月14日〈文永8年12月12日〉—1311年12月6日〈應長元年10月26日〉）是日本鎌倉時代鎌倉幕府第九代執權，是第八代執權北條時宗的嫡子，母親為安達義景之女覺山尼，北條家第八代得宗。
北條貞時在鎌倉出生，幼名幸壽丸。建治3年（1277年），元服時冠名貞時。弘安7年（1284年），父親北條時宗病逝，貞時以13歲之齡繼任執權及得宗，由御内人、貞時乳娘的丈夫平賴綱輔政。

## 家督相續與霜月騷動
北條家滅絕一些有力的御家人，只剩下安達一族。安達一族素來親近北條氏，御家人兼貞時的舅父安達泰盛在執權北條時宗死後，以弘安德政的口號，跟幕府要求幕政改革，因此與御内人（内管領，內家人的首領）平賴綱對立。弘安8年（1285年）11月，平賴綱向北條貞時進讒言，說安達泰盛想其子安達宗景改姓源氏是希望出任征夷大將軍，於是北條貞時下令討伐安達泰盛以及所屬的少貳家（少貳貞經一族），平賴綱率軍在安達家的根據地上野、武藏地區將泰盛一門殺死500多人，很多被稱為泰盛派的御家人被殺，此舉亦也波及到朝廷，與安達家交好的龜山上皇被停止院政，此一事件更強化了內管領的專權，確立了得宗的專制支配。

## 廢除惟康親王
正應2年（1289年）9月，北條氏因惟康親王任職征夷大將軍一職太久，希望讓后深草天皇子久明親王就任，於是惟康親王被解除將軍之職而返回到京都。在這之前他為了被放逐而做準備，以幕府的名義請求希望能回復皇籍，於是朝廷方面冊封其為親王。久明親王因此成為鎌倉幕府第八代征夷大將軍。

## 平禪門之亂
正應6年（1293年）4月，北條貞時趁鎌倉地震（永仁大地震）造成平賴綱及其家人所壟斷的幕府混亂時，派出軍隊在平禪門誅殺平賴綱及其隨從90人，從而取回實權。平禪門之亂後，北條貞時推行新政，進而努力強化得宗家的専制政治。元寇入侵後，為加強西國的控制及軍力，在永仁4年（1296年）新增開設鎮西探題的職位，而西國的守護多為北條氏一族，貞時因而支配西國。

## 退位及死亡
正安3年（1301年），鎌倉有彗星飛來、民眾認為是凶兆，因為憂慮而擾亂，貞時因此將執權之位讓給從兄弟北條師時後出家，但是據說貞時保存其政治力，幕府內的事務隱然由其操縱。
應長元年10月26日（1311年12月6日）北條貞時去世，享年40歲。臨死前，貞時召集他的親信長崎圓喜及安達時顯二人到床前，希望他們二人輔佐其年幼的兒子北條高時。